# Benvinguda, Roxy Carmichael
Benvinguda, Roxy Carmichael (títol original: Welcome Home, Roxy Carmichael) és una pel·lícula estatunidenca dirigida per Jim Abrahams, estrenada l'any 1990. Ha estat doblada al català.

## Argument
En una petita ciutat de la Ohio, Dinky Bossetti, 15 anys, va ser adoptada quan era un bebè. És una adolescent solitària rebutjada o ignorada pels seus companys. Mentre que Roxy Carmichael, una actriu de Hollywood procedent de la ciutat i que va marxar fa 15 anys, és esperada per presenciar la inauguració d'un edifici, l'efervescència puja a la petita ciutat. Dinky està persuadida que és la seva filla natural i interroga amb un fals pretext Denton Webb, l'amic de l'època que Roxy va abandonar marxant.

## Repartiment
- Winona Ryder: Dinky Bossetti
- Jeff Daniels: Denton Webb
- Laila Robins: Elizabeth Zaks
- Thomas Wilson Brown: Gerald Howells
- Graham Beckel: Les Bossetti
- Frances Fisher: Rochelle Bossetti
- Dinah Manoff: Evelyn Whittacher
- Stephen Tobolowsky: Bill Klepler
- Valerie Landsburg: Day Ashburn
- Beth Grant: Lillian Logerfield
- Ava Fabian: Roxy Carmichael
- Carla Gugino: Roxy Carmichael, de jove

## Acollida
El film ha informat 4 milions de dòlars al box-office americà.
Obté un 44% de critiques positives, amb una nota mitjana de 5,2/10 i sobre la base de 9 critiques, en el lloc Rotten Tomatoes.